# 久遠明日美
久遠 明日美（くどお あすみ、1997年1月20日 - ）は、日本の女優。福岡県出身。東映マネージメント所属。

## 来歴・人物
- 特技：クラシックバレエ、一輪車、アコースティックギター
- 趣味：浅草散歩、カラオケ、漫画を読むこと
- 資格：英語検定2級　TOEIC630点
- 映画・テレビドラマを中心に活動中。

## 出演

### 映画
- 桜美林大学「白昼夢」（2020年） 千秋
- いのちの停車場（2021年）
- スーパー戦闘 純烈ジャー（2021年） 姫田
- スーパー戦闘 純烈ジャー 追い焚き☆御免（2022年） 女工
- ハケンアニメ!（2022年）制作進行・中島愛美
- 心玉（2025年公開予定）[1]

### テレビドラマ
- 山女日記3 第4話（2021年、NHK BSプレミアム） - 佐藤尚子
- 欠点だらけの刑事（2021年、テレビ朝日） - インタビュアー
- 月曜ドラマ シネコンへ行こう!（2022年、BS松竹東急） - 本郷由芽
- 恋に落ちたおひとりさま ～スタンダールの恋愛論～（2022年、Amazonプライムビデオ）
- 警視庁追跡捜査係-交錯-（2023年、テレビ東京） - 記者

### ネット配信ドラマ
- ようこそ東映殺影所へ（2021年、東映Xstream46） - 明日美

### VP
- 教育ドラマ「今そこにある人と、しっかり出会う」（2020年） - 臼井穂香
- 教育ドラマ「ホーム」（2021年） - 森田ひかり

### CM
- 東映ホテルチェーンTVCMソング（2022年）歌唱担当

### 舞台
- トライストーン・アクティングラボ 舞台公演 Vol.6「遠い空の下」（2017年） - 山辺花
- 劇団BLUESTAXI Vol.29 「わたしのすべて」（2017年） - 三谷真由
- 小説家は純喫茶で受賞連絡を待つ…劇団皇帝ケチャップ「拘ったところでたかが文字」（2025年）[2]